# エドゥアール・ジラルデ
エドゥアール・ジラルデ（Edouard-Henri Girardet、 1819年7月21日 - 1880年3月5日）はスイス生まれで、フランスなどで活動した画家、版画家である。

## 略歴
ヌーシャテルで生まれた。多くの画家、版画家をだした一族の出身で、父親のシャルル・サミュエル・ジラルデは版画家で、兄弟のカール・ジラルデ(1813-1871)とポール・ジラルデ(1821-1893)も画家、版画家になった。1822年に家族はパリに移り、1828年頃から木彫をするようになり1931年頃、パリの王立自由美術学校（École royale gratuite de dessin、後の国立高等装飾美術学校）に入学し、装飾彫刻を学んだ。兄のカール・ジラルデから絵を学び、パリの美術出版社、シャルル・ガヴァール(Charles Gavard)のために挿絵を描くようになった。1839年からサロン・ド・パリに絵画や版画を出展するようになった。
1839年にスイスに移り、ベルン州のブリエンツに住み、ベルナー・オーバーラントの風景やスイスの人々を描くようになった。1842年には、カール・ジラルデとエジプトを旅し、後に「オリエンタリズム」のスタイルの絵画も描いた。1845年にブリエンツで結婚した。子供たちが生まれると、1855年頃からカール・ジラルデの斡旋でパリのグーピル商会のような美術商や出版社の注文で複製版画を制作して、報酬を得るようになった。ポール・ドラローシュやオラース・ヴェルネ、ジャン＝レオン・ジェロームといった当時の人気画家の作品の複製版画を制作し人気を得た。パリのサロンにも版画を出展した。
1866年にレジオンドヌール勲章（シュヴァリエ）を受勲した。普仏戦争が始まるとブリエンツに戻り、1870年代半ばから版画から再び絵画を中心に活動し、ブルターニュやイタリア、北アフリカを旅し、作品を描いた。
息子のアンリ・ジラルデ(Henri Girardet: 1848-1917)、ピエール・ジラルデ(Pierre Girardet: 1850–1884)、ロベール・ジラルデ(Robert Girardet: 1851–1900)、マックス・ジラルデ(Max Girardet: 1857–1927)も画家になった。

## 作品

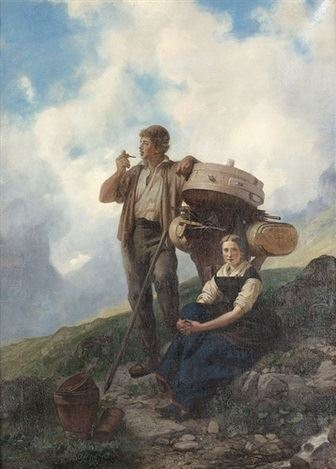
休憩する農民
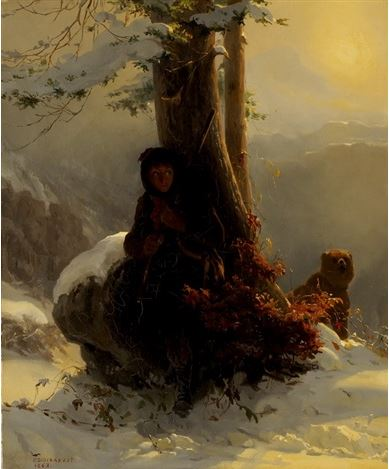
熊と猟師
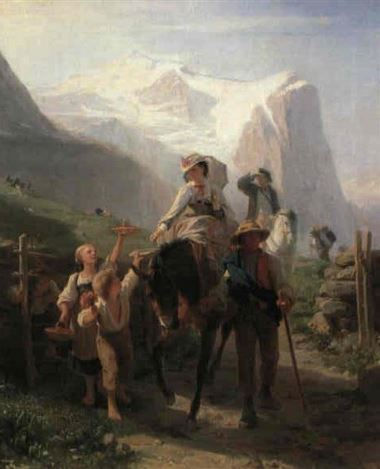
旅行者
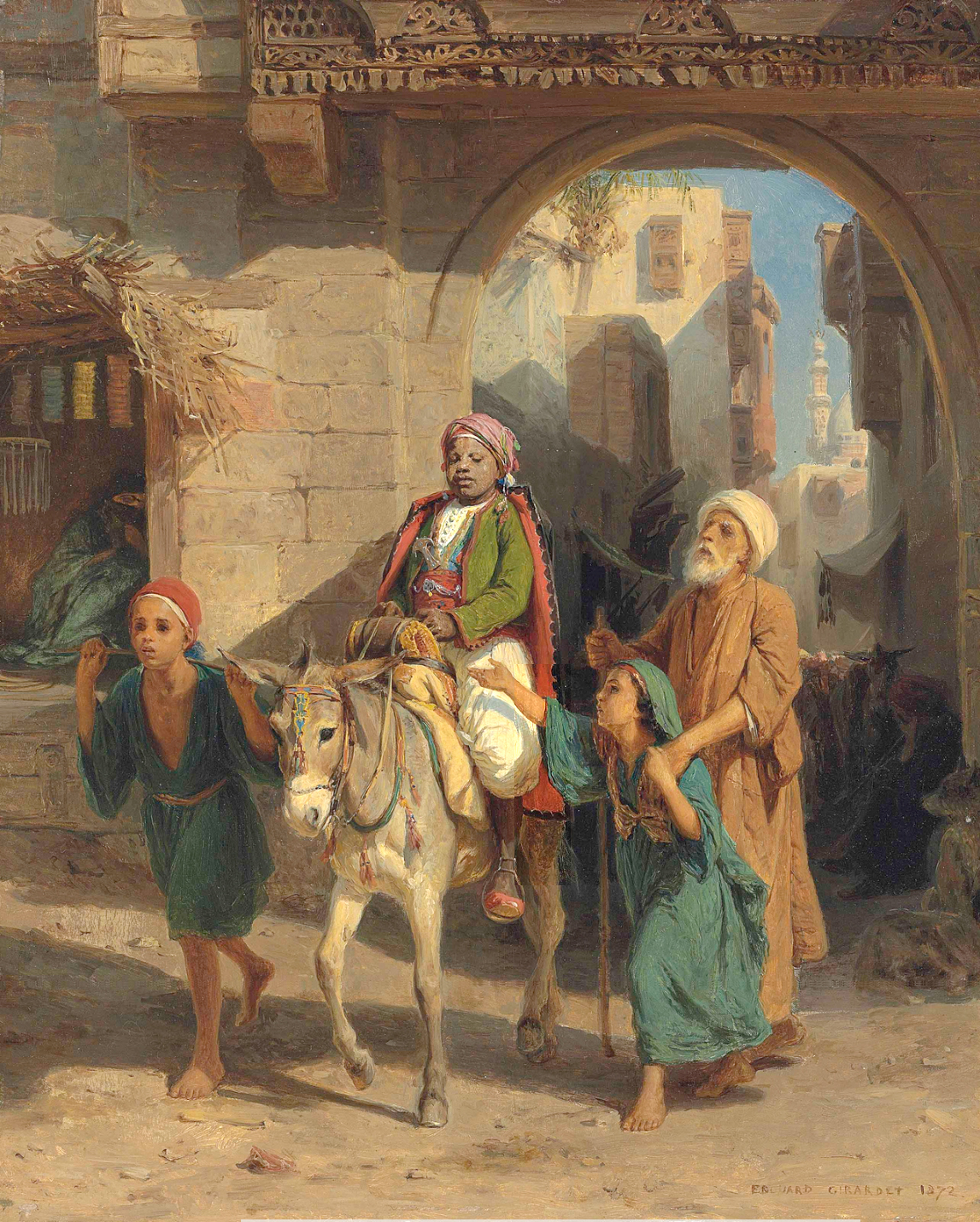

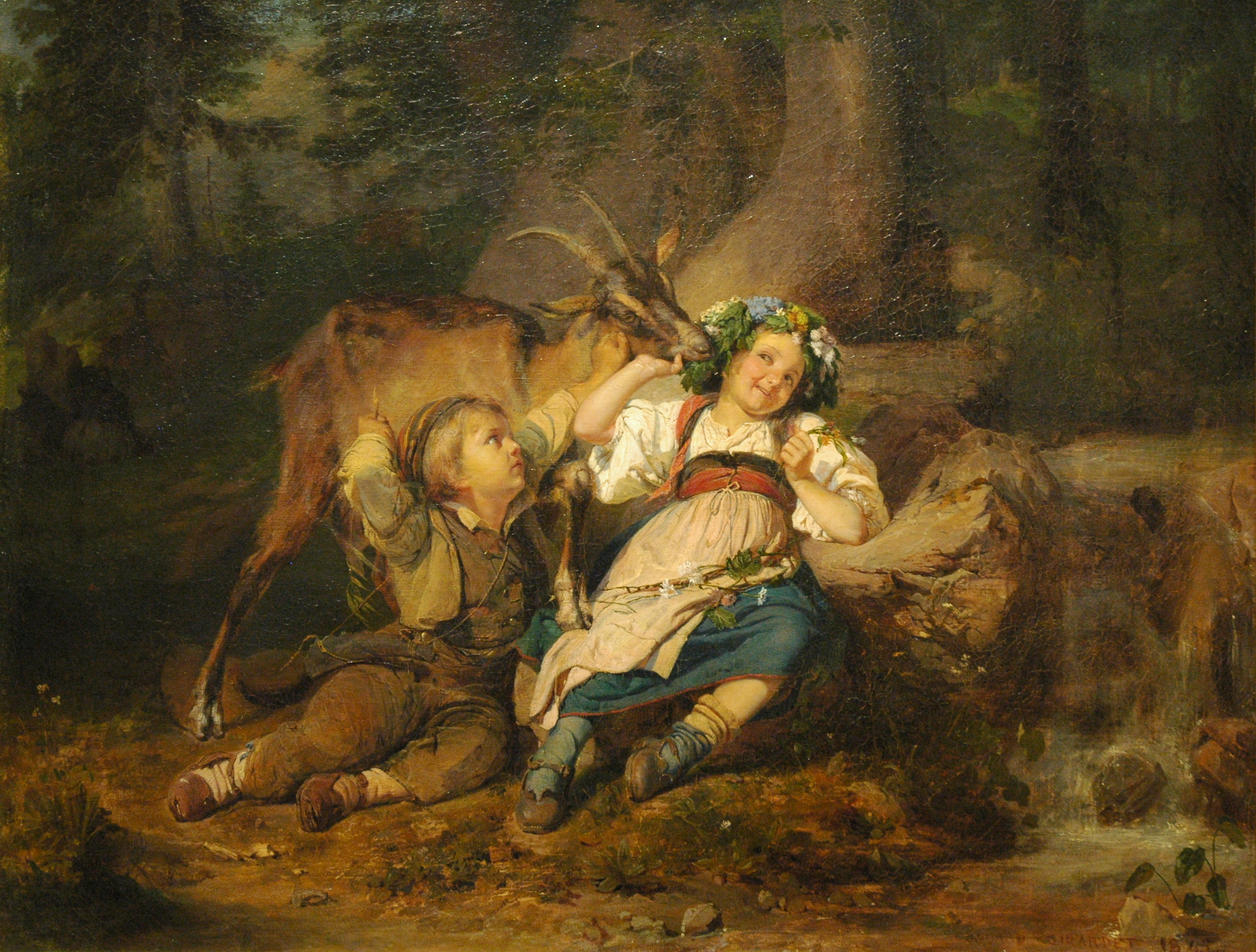
花飾りを守る少年
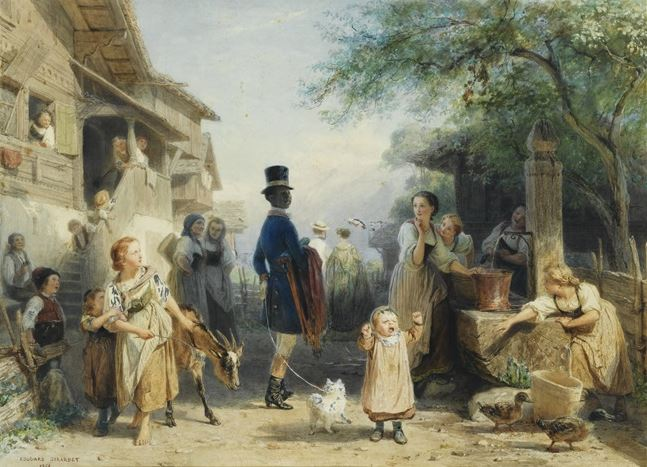
村の風景
版画